# Almindelig honningurt
Almindelig honningurt (Phacelia tanacetifolia) eller blot Honningurt er en 20-70 cm høj urt, der i Danmark dyrkes og findes forvildet ved vejkanter og affaldspladser. Planten kan fremkalde udslæt hos særligt følsomme personer.

## Beskrivelse
Honningurt er en staude med en opret vækst, som forgrener sig i toppen. Stænglerne er beklædt med stive hår og bærer spredtstillede, grågrønne blade, som er hele og fjersnitdelte med savtakket rand. Over- og undersiderne er beklædt med stive hår.
Blomstringen sker i maj-juni, hvor blomsterne sidder i endestillede, indrullede stande. De enkelte blomster er tragtformede, 5-tallige og regelmæssige med lysviolette kronblade og meget tydelige støvdragere. Frugterne er kapsler med mange frø.
Rodnettet er kraftigt og dybtgående.
Højde x bredde og årlig tilvækst: 0,50 x 0,25 m (50 x 25 cm/år) – i hjemlandet dog væsentligt mere.
Honningurt bruges i Danmark i landbruget i efterafgrødeblandinger og som EU-støttet biodiversitetsforbedring.

## Voksested
Honningurt er naturligt forekommende i Californien, Arizona, Nevada og i den nordlige del af Baja California i Mexico. Alle steder findes arten på tørre klippeflader op til ca. 1.500 m højde på steder med fuld sol til ganske let skygge. Jorden skal være gruset, næringsfattig og neutral eller basisk. Fugtighed i vækstperioden frem til blomstring er vigtig.
Gorman blomsterreservatet ligger i den yderste sydvestlige ende af Tehachapi bjergene, som er en kort bjergkæde, der forbinder Coast Range med Sierra Nevada lidt nord for Los Angeles. Området har middelhavsklima med tørre somre og al nedbør i vinterhalvåret (300-450 mm/år, heraf det meste som sne sidst på vinteren). Jordbunden er gruset og porøs med et meget ringe humusindhold og et lavt indhold af tilgængelige næringssalte. Her findes arten sammen med bl.a. Amsinckia intermedia (en gulurt-art), Argemone corymbosa (en pigvalmue-art), bigelows skønhedsøje, californisk guldvalmue, Gnaphalium microcephalum (en evighedsblomst-art), natlys (flere arter), Salvia columbariae (en salvie-art), sølvbynke, tofarvet lupin og Yucca whipplei
| Portal | Portal:Botanik |